# John Narváez
John William Narváez Arroyo (Esmeraldas, 11 de novembro de 1981) é um futebolista profissional equatoriano que atua como defensor.